# Johann Friedrich Meckel il Vecchio
Johann Friedrich Meckel il Vecchio (Wetzlar, 31 luglio 1724 – Berlino, 18 settembre 1774) è stato un anatomista tedesco, nonno di Johann Friedrich Meckel il Giovane.

## Biografia
Si laurea in medicina all'Università di Göttingen nel 1748 con una tesi che documenta la scoperta del ganglio sottomandibolare. Successivamente si trasferisce a Berlino dove nel 1751 diviene professore di anatomia, botanica e ostetricia. Dal 1773 è membro dell'Accademia Reale Svedese delle Scienze.

## Eponimi
Tre eponimi anatomici sono associati a Meckel: il cavo di Meckel, il ganglio di Meckel e il legamento di Meckel.